# АГС-30
АГС-30 (Індекс ГРАУ — 6 Г25) — автоматичний станковий гранатомет, розроблений в першій половині 1990-х років у КБ Приладобудування (Тула) як заміна гранатомета АГС-17.
Для стрільби з гранатомета застосовуються постріли ВОГ-17 (базова модифікація із детонатором миттєвої дії), ВОГ-17М (детонатор забезпечений пристроєм самоліквідації (сповільнювач розрахований на 25 секунд), ВОГ-30 (удосконалений тип, який має потужнішу осколкову дію, а також автономну герметизацію метального заряду в гільзі) і ВУС-17 (практичний постріл, замість заряду ВР гранати споряджені піротехнічним складом помаранчевого диму, що позначає місце падіння гранати).
Для стрільби на великі відстані використовується призматичний оптичний приціл ПАГ-17 з 2,7-кратним збільшенням. У нічний час можливе підсвічування шкали прицілу.

## Оператори
Потенційні
- Саудівська Аравія: 5 жовтня 2017 року Міністерство оборони Саудівської Аравії та російський уряд підписали угоди про придбання систем С-400, ПТРК Корнет-ЕМ, реактивних вогнеметів ТОС-1А «Солнцепек», автоматичних гранатометів АГС-30 та автоматів АК-103. При цьому Рособоронекспорт має передати частину технологій та налагодити виробництво запасних деталей, необхідних для підтримання зазначених зразків техніки у працездатному стані[1].